# Kankaanpää
Kankaanpää [ˈkɑŋkɑːmˌpæː] ist eine Stadt mit 12.528 Einwohnern (Stand 31. Dezember 2022) im Westen Finnlands. Sie liegt rund 55 km nordöstlich der Hafenstadt Pori in der Landschaft Satakunta.
Der erste namentlich bekannte Siedler im heutigen Kankaanpää war ein gewisser Åkar Olav Kontti, der hier um 1560 den nach ihm benannten Bauernhof Oukari errichtete, der noch heute besteht und von seinen Nachkommen bewohnt wird. Die Siedlung wuchs ob ihrer Lage am Kyrönkankaantie, dem alten Hauptverkehrsweg von Pori ins Landesinnere, rasch heran. Im 19. Jahrhundert gewann neben der Landwirtschaft auch die Forstwirtschaft an Bedeutung; viele Wälder in der Region wurden gerodet, um Bedarf der Schiffswerften in Pori zu decken. Weiterhin entwickelte sich Kankaanpää zu einem Zentrum der Ziegelbrennerei; anders als in den meisten anderen finnischen Orten  überwiegen daher gemauerte gegenüber Holzhäusern. Auch die offiziellen Bauten jüngeren Datums wurden im Einklang mit dieser  Tradition aus Ziegeln errichtet. Neben der Bauindustrie ist heute vor allem die Textilindustrie von Bedeutung.
Die zunächst zum Kirchspiel Ikaalinen gehörige Siedlung wurde 1759 als Kirchengemeinde selbständig, die klassizistische Pfarrkirche wurde 1834–39 von Carl Ludwig Engel erbaut. Als politische Gemeinde wurde Kankaanpää 1865 selbständig, die Stadtrechte besitzt sie seit 1972. Neben dem Kirchdorf Kankaanpää gehören zur Gemeinde die Orte Ala-Honkajoki, Jämiänkeidas, Karhoismaja, Karhusaari, Korvaluoma, Kyynärjärvi, Leppäruhka, Luomajärvi, Niinisalo, Taulunoja, Venesjärvi, Veneskoski, Verttuu, Vihteljärvi, Vihusaari und Vuorenmaa. 2021 wurde die Nachbargemeinde Honkajoki eingemeindet.
Der Ort Niinisalo ist als einer der größten Truppenstandort Finnlands von Bedeutung. In der Kaserne der hier stationierten 400 Mann starken Artilleriebrigade werden jährlich rund 5000 Rekruten ausgebildet, auch werden hier die finnischen Blauhelme auf ihren Einsatz im Ausland vorbereitet.

## Städtepartnerschaften
- Bollnäs, Schweden
- Flekkefjord, Norwegen
- Gagra, Georgien
- Misburg (Hannover), Deutschland
- Morsø, Dänemark

## Persönlichkeiten
- Taisto Kangasniemi (1924–1997), Ringkämpfer
- Tuomas Kantelinen (* 1969), Komponist und Musiker
- Toni Vilander (* 1980), Rennfahrer